# Базалия
Базали́я (укр. Базалія) — посёлок на Украине, в Теофипольском районе Хмельницкой области.

## Географическое положение
Посёлок расположен на реке Случь, в 29 км от железнодорожной станции Войтовцы на линии Гречаны—Тернополь.

## История
Посёлок был основан в 1570 году, впервые упоминается в 1574 году.
По состоянию на начало 1900 года, в селении насчитывалось 3082 жителя, 605 домов и две церкви
Статус пгт с 1957 года. В 1923—1931 и 1935—1959 годах посёлок был центром Базалийского района.
В январе 1989 года численность населения составляла 2316 человек.
В июле 1995 года Кабинет министров Украины утвердил решение о приватизации находившегося в посёлке завода продтоваров.
По состоянию на 1 января 2013 года население составляло 1715 человек.

## Экономика
Пищевая промышленность (завод продтоваров).

## Галерея

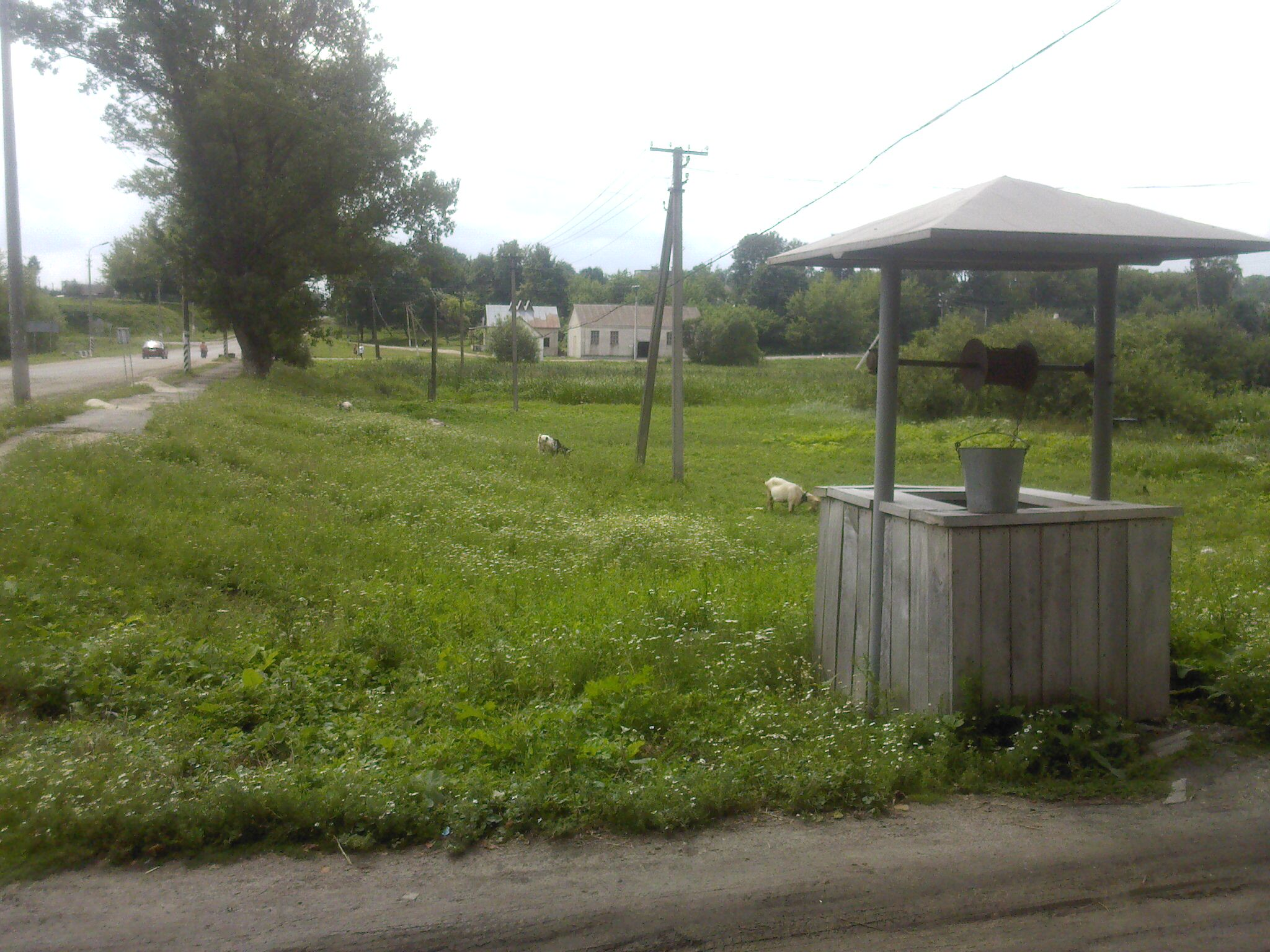
Колодец
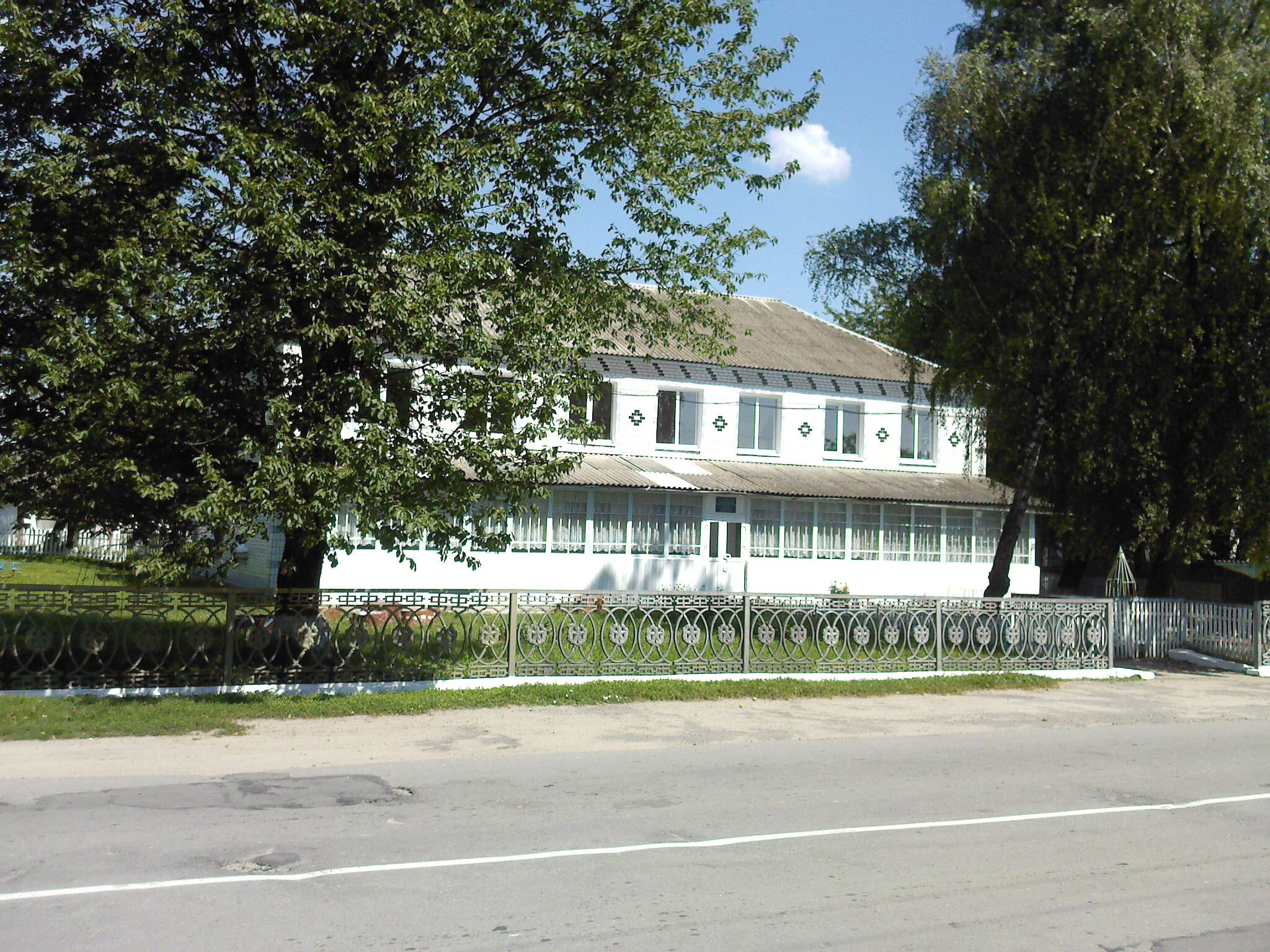
Детский сад
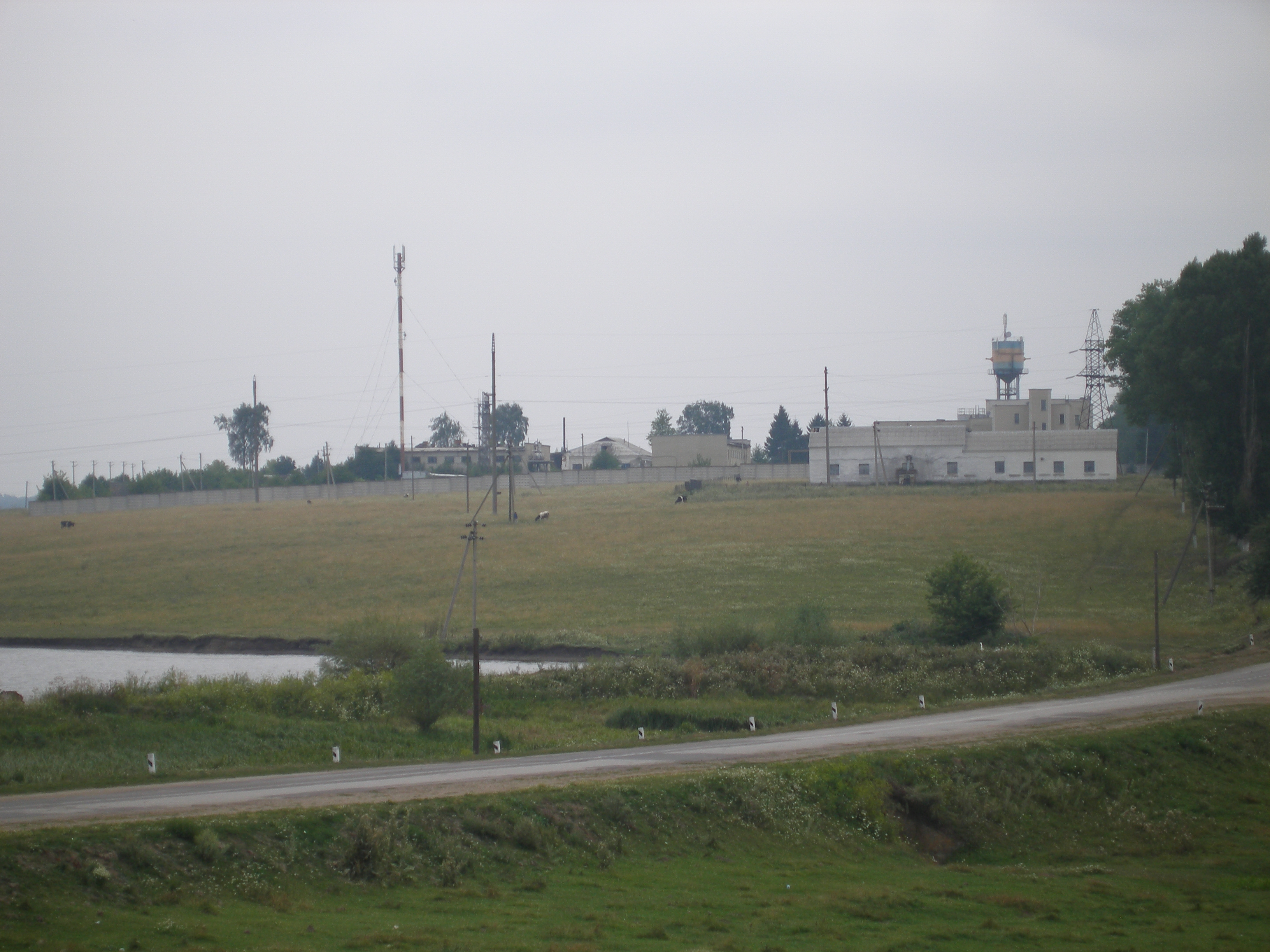
Завод продтоваров
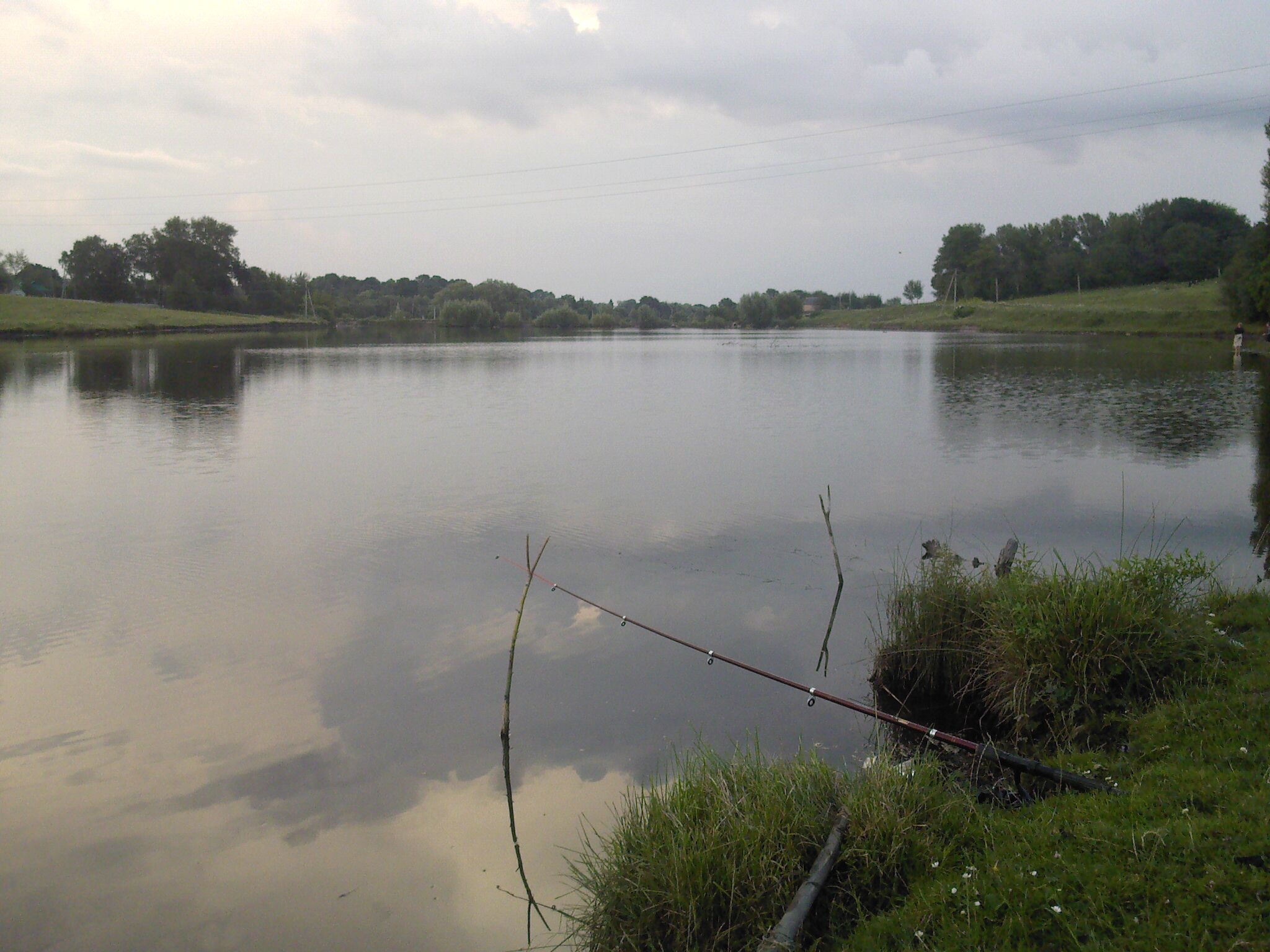
Пруд Поташня
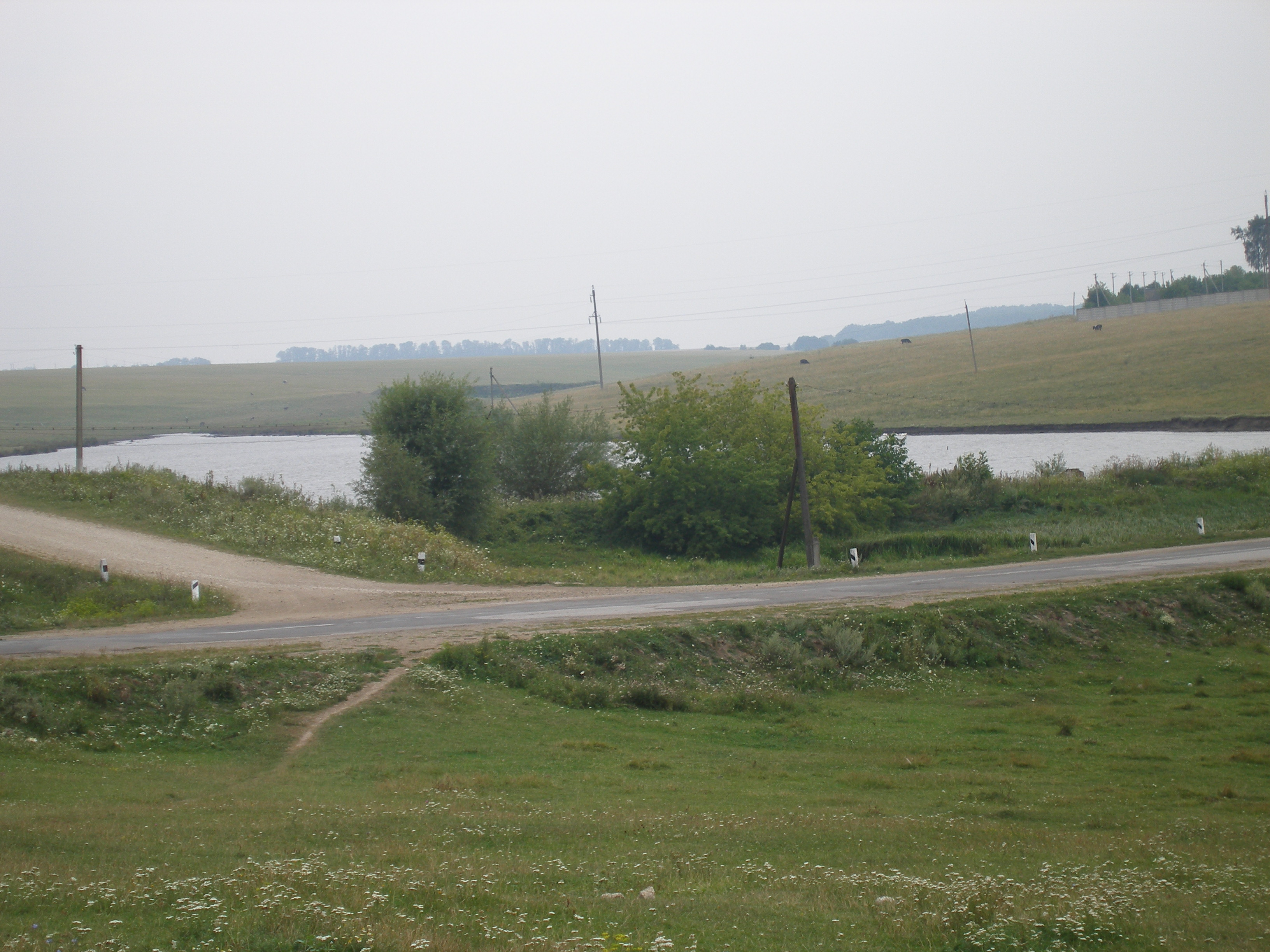
Пруд